# 積極国家
積極国家（せっきょくこっか）とは政治学用語の一つ。これは国家の形態を表す言葉の一つであり、政府が国民によって行われている経済活動の種々の面にまで介入し、国民の福祉の向上を実現させるという政策がとられている国家を言う。積極国家は20世紀から起こり始め、それまでに発展してきた国民国家の成熟が背景である。それまでの国家に望まれていたのは、政府は国民に治安や国防のみ行い、国民の経済活動に介入するべきでないという夜警国家と呼ばれる消極国家とは反対の形態であった。